# ويليام مارتن (عسكري)
ويليام مارتن (بالإنجليزية: William Martin)‏ هو عسكري أمريكي، (ولد في جزيرة أيرلندا في جمهورية أيرلندا 1839  م).